# Federacja Piłki Ręcznej Oceanii
Federacja Piłki Ręcznej Oceanii (OHF) – federacja piłki ręcznej zrzeszająca federacje narodowe piłki ręcznej państw Australii i Oceanii.

## Członkowie
- Australia
- Fidżi
- Guam
- Kiribati
- Mariany Północne
- Mikronezja
- Nauru
- Nowa Kaledonia
- Nowa Zelandia
- Palau
- Papua-Nowa Gwinea
- Samoa
- Samoa Amerykańskie
- Tahiti
- Tonga
- Tuvalu
- Vanuatu
- Wyspy Cooka
- Wyspy Marshalla
- Wyspy Salomona

## Rozgrywki

### Klubowe
- Klubowy Puchar Oceanii w piłce ręcznej kobiet
- Klubowy Puchar Oceanii w piłce ręcznej mężczyzn

### Reprezentacyjne
- Puchar Narodów Oceanii w piłce ręcznej kobiet
- Puchar Narodów Oceanii w piłce ręcznej mężczyzn